# Uta de Carol
L'uta de Carol (Pseudochirulus caroli) és una espècie de marsupial de la família dels pseudoquírids. És endèmic d'Indonèsia.